# Royal Rumble (2022)
Cet article concerne l'édition 2022 du pay-per-view Royal Rumble. Pour toutes les autres éditions, voir Royal Rumble.
L'édition 2022 du Royal Rumble est un Premium Live Event de catch (lutte professionnelle) télédiffusée et visible uniquement en paiement à la séance. L'événement, produit par la World Wrestling Entertainment (WWE), s'est déroulé le 29 janvier 2022 au Dome at America's Center de Saint-Louis, dans le Missouri. Il s'agit de la trente-cinquième édition du Royal Rumble, qui fait partie avec WrestleMania, SummerSlam et les Survivor Series du « Big Four » à savoir « les Quatre Grands », les quatre plus grands, anciens et prestigieux événements que produit la compagnie chaque année.
Le main-event de la soirée est le traditionnel 30-men Royal Rumble match, une bataille royale exposant 30 catcheurs durant un combat commençant tel un combat en 1 contre 1 standard, mais un nouvel entrant arrive au bout d'un temps prédéfini (en théorie 90 secondes), et ceci de façon régulière jusqu'à ce que tous les participants aient fait leur entrée. Comme pour une bataille royale standard, un combattant est éliminé si, après être passé par-dessus la troisième corde du ring, ses deux pieds touchent le sol.

## Contexte
Les spectacles de la World Wrestling Entertainment (WWE) sont constitués de matchs aux résultats prédéterminés par les scénaristes de la WWE. Ces rencontres sont justifiées par des storylines – une rivalité entre catcheurs, la plupart du temps – ou par des qualifications survenues dans les shows de la WWE telles que Raw, SmackDown, NXT et 205 Live. Tous les catcheurs possèdent un gimmick, c'est-à-dire qu'ils incarnent un personnage gentil (face) ou méchant (heel), qui évolue au fil des rencontres. Un événement comme le Royal Rumble est donc un événement tournant pour les différentes storylines en cours,.

## Tableau des matchs
(janvier 2022).
| Ordre par numéros                                                                         | Résultat                                                                                     | Stipulation(s) | Temps |
| ----------------------------------------------------------------------------------------- | -------------------------------------------------------------------------------------------- | --- | ----- |
| 1                                                                                         | Seth "Freakin" Rollins bat Roman Reigns (c) par disqualification                             | Match simple pour le WWE Universal Championship                                                                                               | 14:25 |
| 2                                                                                         | Ronda Rousey remporte le Royal Rumble match féminin en éliminant en dernière Charlotte Flair | 30-Women Royal Rumble match La gagnante deviendra automatiquement aspirante n°1 au championnat féminin majeur de son choix à WrestleMania 38. | 59:40 |
| 3                                                                                         | Becky Lynch (c) bat Doudrop                                                                  | Match simple pour le WWE Raw Women's Championship                                                                                             | 13:00 |
| 4                                                                                         | Bobby Lashley (avec MVP) bat Brock Lesnar (c)                                                | Match simple pour le WWE Championship | 10:15 |
| 5                                                                                         | Edge et Beth Phoenix battent The Miz et Maryse                                               | Mixed Tag Team match | 12:30 |
| 6                                                                                         | Brock Lesnar remporte le Royal Rumble match masculin en éliminant en dernier Drew McIntyre   | 30-Man Royal Rumble match Le gagnant deviendra automatiquement aspirant n°1 au championnat masculin majeur de son choix à WrestleMania 38.    | 51:10 |
| La lettre C placée entre parenthèses désigne la personne ou l’équipe championne en titre. |                                                                                              | |       |

### Entrées et éliminations du Royal Rumble match masculin
- Raw
 - SmackDown
 - Agent libre
 - le Vainqueur
| Numéro | Entrant           | Division    | Ordre d'élimination | Éliminé par                                                                      | Temps | Élimination(s) |
| ------ | ----------------- | ----------- | ------------------- | -------------------------------------------------------------------------------- | ----- | -------------- |
| 1      | AJ Styles         | Raw         | 14                  | Madcap Moss                                                                      | 29:06 | 6              |
| 2      | Shinsuke Nakamura | SmackDown   | 2                   | AJ Styles                                                                        | 05:51 | 0              |
| 3      | Austin Theory     | Raw         | 11                  | AJ Styles                                                                        | 22:06 | 1              |
| 4      | Robert Roode      | Raw         | 1                   | AJ Styles                                                                        | 00:54 | 0              |
| 5      | Ridge Holland     | SmackDown   | 12                  | AJ Styles                                                                        | 19:11 | 1              |
| 6      | Montez Ford       | Raw         | 6                   | Omos                                                                             | 09:10 | 0              |
| 7      | Damian Priest     | Raw         | 7                   | Omos                                                                             | 11:04 | 0              |
| 8      | Sami Zayn         | SmackDown   | 4                   | AJ Styles                                                                        | 03:17 | 1              |
| 9      | Johnny Knoxville  | Agent libre | 3                   | Sami Zayn                                                                        | 01:26 | 0              |
| 10     | Angelo Dawkins    | Raw         | 5                   | Omos                                                                             | 02:15 | 0              |
| 11     | Omos              | Raw         | 8                   | AJ Styles, Austin Theory, Ridge Holland, Ricochet, Chad Gable & Dominik Mysterio | 04:24 | 3              |
| 12     | Ricochet          | SmackDown   | 9                   | Happy Corbin                                                                     | 04:23 | 1              |
| 13     | Chad Gable        | Raw         | 13                  | Rick Boogs                                                                       | 08:18 | 1              |
| 14     | Dominik Mysterio  | Raw         | 10                  | Happy Corbin                                                                     | 03:44 | 1              |
| 15     | Happy Corbin      | SmackDown   | 17                  | Drew McIntyre                                                                    | 10:47 | 3              |
| 16     | Dolph Ziggler     | Raw         | 20                  | Bad Bunny                                                                        | 20:46 | 0              |
| 17     | Sheamus           | SmackDown   | 19                  | Bad Bunny                                                                        | 17:55 | 0              |
| 18     | Rick Boogs        | SmackDown   | 15                  | Happy Corbin                                                                     | 04:33 | 1              |
| 19     | Madcap Moss       | SmackDown   | 16                  | Drew McIntyre                                                                    | 04:24 | 1              |
| 20     | Riddle            | Raw         | 27                  | Brock Lesnar                                                                     | 19:46 | 2              |
| 21     | Drew McIntyre     | SmackDown   | 29                  | Brock Lesnar                                                                     | 19:18 | 2              |
| 22     | Kevin Owens       | Raw         | 22                  | Shane McMahon                                                                    | 11:13 | 1              |
| 23     | Rey Mysterio      | Raw         | 21                  | Otis                                                                             | 09:05 | 0              |
| 24     | Kofi Kingston     | SmackDown   | 18                  | Kevin Owens                                                                      | 00:21 | 0              |
| 25     | Otis              | Raw         | 24                  | Riddle & Randy Orton                                                             | 08:52 | 1              |
| 26     | Big E             | SmackDown   | 23                  | Riddle & Randy Orton                                                             | 06:37 | 0              |
| 27     | Bad Bunny         | Agent libre | 26                  | Brock Lesnar                                                                     | 07:41 | 2              |
| 28     | Shane McMahon     | Agent libre | 28                  | Brock Lesnar                                                                     | 05:38 | 1              |
| 29     | Randy Orton       | Raw         | 25                  | Brock Lesnar                                                                     | 02:21 | 2              |
| 30     | Brock Lesnar      | Agent libre | -                   | Vainqueur                                                                        | 02:32 | 5              |

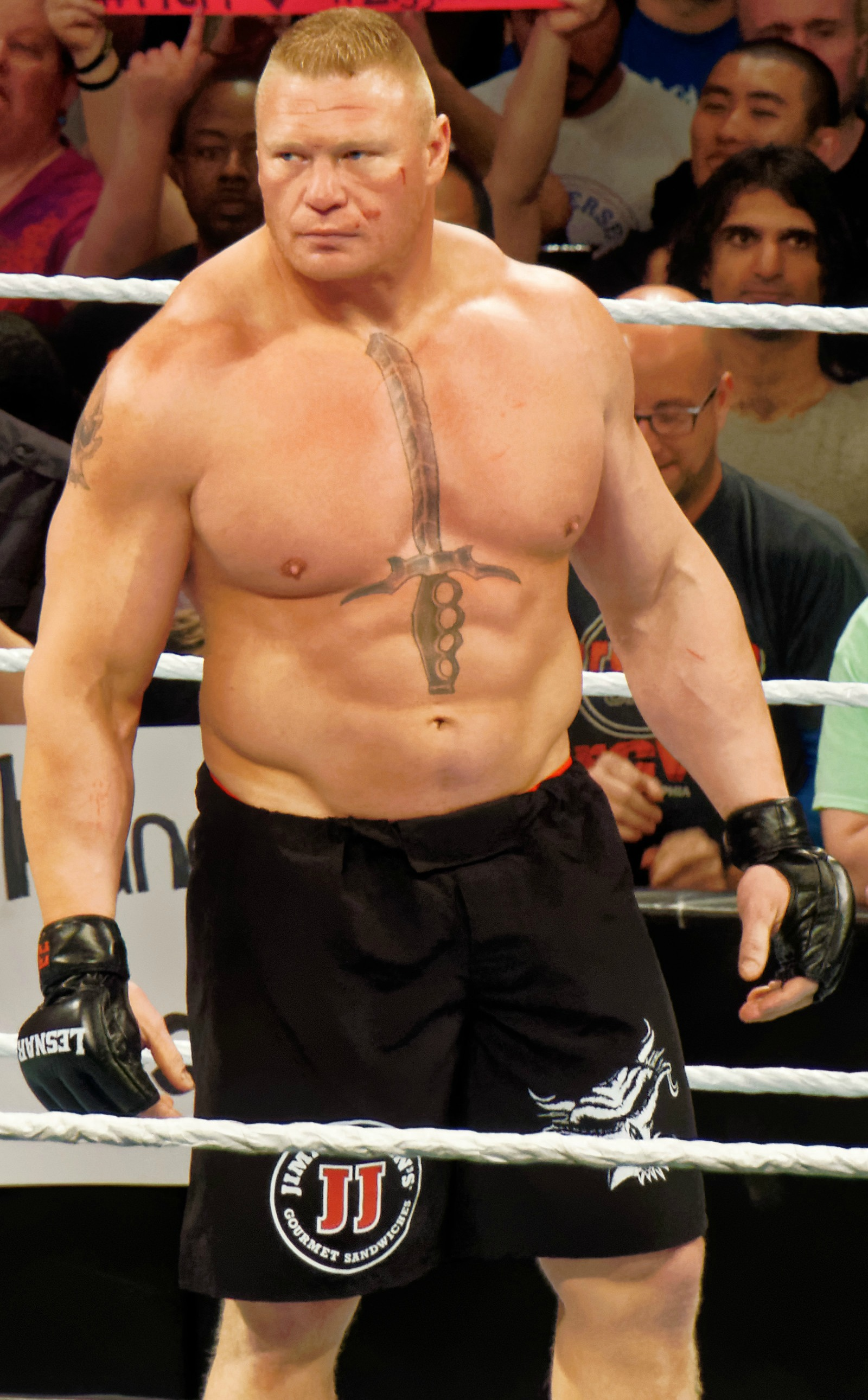
Brock Lesnar, vainqueur du Royal Rumble match.

- AJ Styles est celui qui est resté le plus longtemps sur le ring : 29 minutes et 06 secondes et également celui qui a éliminé le plus de catcheurs : 6 éliminations (Shinsuke Nakamura, Austin Theory, Robert Roode, Ridge Holland, Sami Zayn et Omos).
- Kofi Kingston est celui qui est resté le moins longtemps sur le ring : 21 secondes.
- Brock Lesnar devient le quatrième catcheur à remporter le Royal Rumble en étant rentré en dernier (après The Undertaker en 2007, John Cena en 2008 et Triple H en 2016). Il remporte également son 2e Royal Rumble, 18 ans après sa première victoire, c'est le plus grand écart entre 2 victoires de Royal Rumble à ce jour.

### Entrées et éliminations du Royal Rumble match féminin
- Raw
 - SmackDown
 - Agent libre ou Hall of Famer
 - la Vainqueresse
| Numéro | Entrante        | Division      | Ordre d'élimination | Éliminée par                      | Temps | Elimination(s) |
| ------ | --------------- | ------------- | ------------------- | --------------------------------- | ----- | -------------- |
| 1      | Sasha Banks     | SmackDown     | 3                   | Queen Zelina                      | 09:44 | 2              |
| 2      | Melina          | Agent libre   | 1                   | Sasha Banks                       | 00:53 | 0              |
| 3      | Tamina          | Raw           | 5                   | Natalya                           | 16:41 | 0              |
| 4      | Kelly Kelly     | Agent libre   | 2                   | Sasha Banks                       | 01:05 | 0              |
| 5      | Aliyah          | SmackDown     | 10                  | Charlotte Flair                   | 22:50 | 0              |
| 6      | Liv Morgan      | Raw           | 17                  | Brie Bella                        | 37:20 | 0              |
| 7      | Queen Zelina    | Raw           | 9                   | Rhea Ripley                       | 17:25 | 1              |
| 8      | Bianca Belair   | Raw           | 28                  | Charlotte Flair                   | 47:30 | 1              |
| 9      | Dana Brooke     | Raw           | 4                   | Michelle McCool                   | 02:12 | 0              |
| 10     | Michelle McCool | Agent libre   | 13                  | Mickie James                      | 20:50 | 1              |
| 11     | Sonya Deville   | Agent libre   | 7                   | Naomi                             | 02:00 | 2              |
| 12     | Natalya         | SmackDown     | 24                  | Bianca Belair                     | 36:17 | 2              |
| 13     | Cameron         | Agent libre   | 6                   | Sonya Deville                     | 00:51 | 0              |
| 14     | Naomi           | SmackDown     | 11                  | Sonya Deville (après élimination) | 07:18 | 1              |
| 15     | Carmella        | Raw           | 8                   | Rhea Ripley                       | 00:50 | 0              |
| 16     | Rhea Ripley     | Raw           | 26                  | Charlotte Flair                   | 30:59 | 3              |
| 17     | Charlotte Flair | SmackDown     | 29                  | Ronda Rousey                      | 31:23 | 5              |
| 18     | Ivory           | Hall of Famer | 12                  | Rhea Ripley                       | 00:25 | 0              |
| 19     | Brie Bella      | Hall of Famer | 22                  | Ronda Rousey                      | 19:21 | 3              |
| 20     | Mickie James    | Agent libre   | 18                  | Lita                              | 11:40 | 1              |
| 21     | Alicia Fox      | Agent libre   | 15                  | Nikki Bella                       | 06:30 | 0              |
| 22     | Nikki A.S.H.    | Raw           | 20                  | Ronda Rousey                      | 12:13 | 1              |
| 23     | Summer Rae      | Agent libre   | 14                  | Natalya                           | 00:52 | 0              |
| 24     | Nikki Bella     | Hall of Famer | 21                  | Brie Bella                        | 08:40 | 2              |
| 25     | Sarah Logan     | Agent libre   | 16                  | Brie Bella & Nikki Bella          | 00:43 | 0              |
| 26     | Lita            | Hall of Famer | 25                  | Charlotte Flair                   | 10:21 | 1              |
| 27     | Mighty Molly    | Hall of Famer | 19                  | Nikki A.S.H.                      | 00:20 | 0              |
| 28     | Ronda Rousey    | Agent libre   | -                   | Vainqueresse                      | 10:16 | 4              |
| 29     | Shotzi          | SmackDown     | 23                  | Ronda Rousey                      | 02:56 | 0              |
| 30     | Shayna Baszler  | SmackDown     | 27                  | Charlotte Flair                   | 05:31 | 0              |

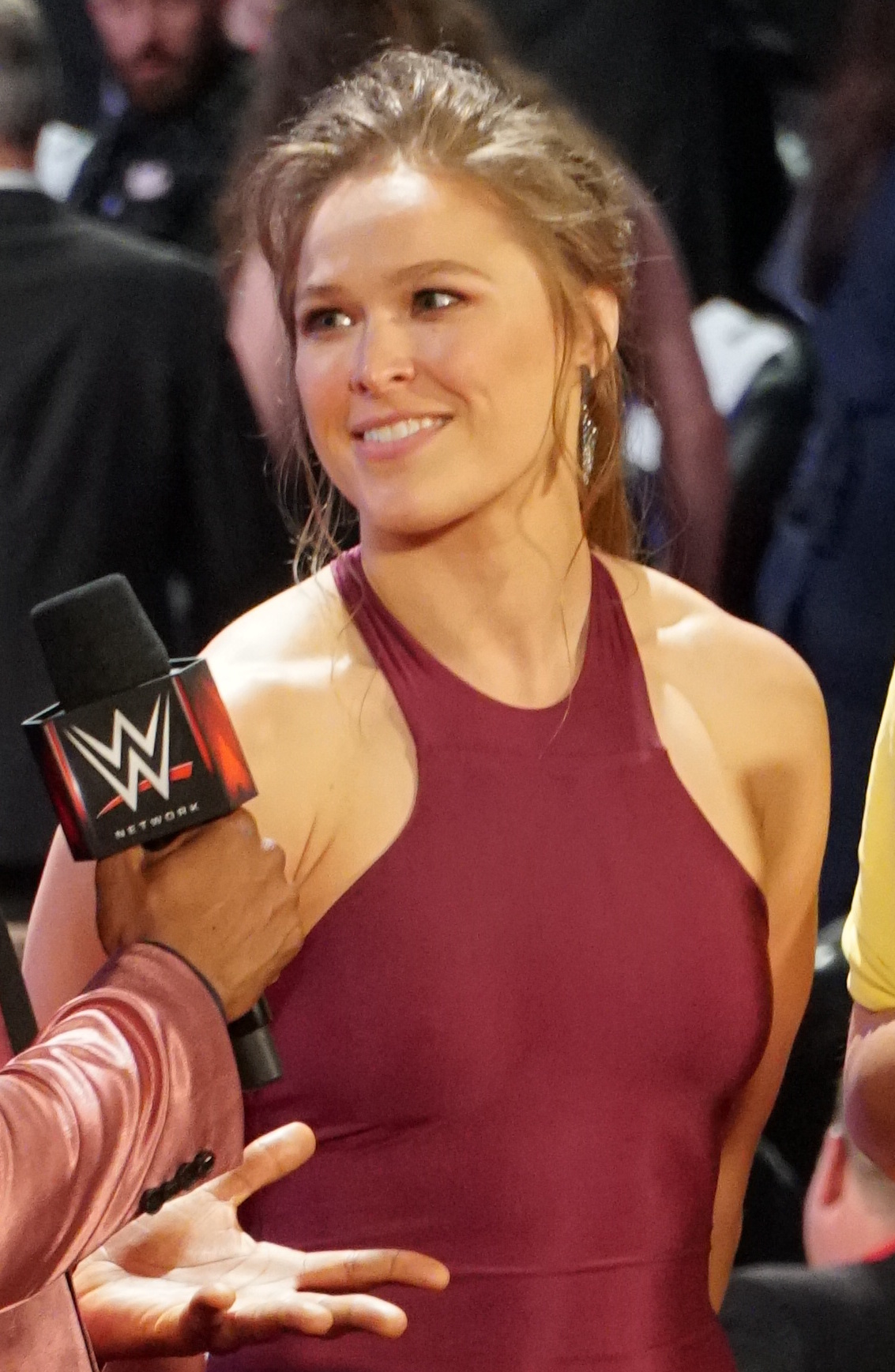
Ronda Rousey, Vainqueur du Royal Rumble match.

- Ronda Rousey remporte son premier Royal Rumble en rentrant 28ème et en éliminant Charlotte Flair en dernière.
- Charlotte Flair est celle qui a éliminé le plus de catcheuses : 5 éliminations.
- Bianca Belair est celle qui est restée le plus longtemps sur le ring : 47 minutes et 30 secondes.
- Mighty Molly est celle qui est resté le moins longtemps sur le ring : 20 secondes.
- Brie Bella prend sa revanche sur sa sœur Nikki, qui l’avait éliminée quatre ans auparavant de la même manière.
- Mickie James est entrée avec la musique qu'elle utilise chez Impact Wrestling, elle est également entrée avec le Impact Knockouts World Championship (étant la championne d'Impact au moment du Royal Rumble).

## Annexe